# Curt Hartzell
Curt Hartzell (Norrköping, 3 september 1891 - Stockholm, 17 januari 1975) was een Zweeds turner.
Hartzell won tijdens de Olympische Zomerspelen 1912 in eigen land de gouden medaille met de Zweedse ploeg in de landenwedstrijd Zweeds systeem.

## Olympische Zomerspelen
| Jaar | Plaats    | Resultaten          |
| ---- | --------- | ------------------- |
| 1912 | Stockholm | team Zweeds systeem |